# مرحلة مجموعات كأس الاتحاد الآسيوي 2010
أقيمت مباريات مرحلة مجموعات كأس الاتحاد الآسيوي 2010 في الفترة ما بين 23 فبراير و28 أبريل 2010. أجريت القرعة في 7 ديسمبر 2009 في كوالالمبور، ماليزيا.

## المجموعات

### المجموعة أ
| فريق        | لعب | ف | ت | خ | له | عليه | ف.أ | نقاط |
| ----------- | --- | - | - | - | -- | ---- | --- | ---- |
| الكرامة     | 6   | 4 | 2 | 0 | 12 | 4    | +8  | 14   |
| شباب الأردن | 6   | 3 | 3 | 0 | 13 | 5    | +8  | 12   |
| صحم         | 6   | 1 | 2 | 3 | 5  | 11   | −6  | 5    |
| أهلي صنعاء  | 6   | 0 | 1 | 5 | 3  | 13   | −10 | 1    |

| أهلي صنعاء | 0–1   | شباب الأردن   |
| ---------- | ----- | ------------- |
|            | تقرير | فادي لافي 88' |

| الكرامة                           | 2–0   | صحم |
| --------------------------------- | ----- | --- |
| حسن عبد الفتاح 22' · فهد عودة 29' | تقرير |     |

| شباب الأردن                                | 2–2   | الكرامة                                   |
| ------------------------------------------ | ----- | ----------------------------------------- |
| شادي أبو هشهش 45+1' · صالح نمر 81' (ركلة.) | تقرير | حسن عبد الفتاح 3' · حسان عباس 76' (ركلة.) |

| صحم                  | 1–0   | أهلي صنعاء |
| -------------------- | ----- | ---------- |
| يعقوب عبد الكريم 69' | تقرير |            |

| الكرامة                           | 2–0   | أهلي صنعاء |
| --------------------------------- | ----- | ---------- |
| فهد الرشيدي 57' · علاء الشبلي 76' | تقرير |            |

| صحم | 0–0   | شباب الأردن |
| --- | ----- | ----------- |
|     | تقرير |             |

| أهلي صنعاء | 0–1   | الكرامة         |
| ---------- | ----- | --------------- |
|            | تقرير | هاني الطيار 37' |

| شباب الأردن                                              | 3–1   | صحم           |
| -------------------------------------------------------- | ----- | ------------- |
| وسيم البزور 3' · مصطفى شحدة 7' · محمد إسماعيل 41' (ه.ذ.) | تقرير | محمد سالم 22' |

| شباب الأردن                                                                        | 6–1   | أهلي صنعاء        |
| ---------------------------------------------------------------------------------- | ----- | ----------------- |
| عدلان قريش 4' · شادي أبو هشهش 22' · فادي لافي 39'، 52' · أولريش كابولونغو 44'، 82' | تقرير | فارس حسب الله 29' |

| صحم              | 1–4   | الكرامة                                                      |
| ---------------- | ----- | ------------------------------------------------------------ |
| أحمد البريكي 76' | تقرير | أحمد العمير 27' · حسن عبد الفتاح 35'، 75' · مهند إبراهيم 72' |

| أهلي صنعاء                                        | 2–2   | صحم                                           |
| ------------------------------------------------- | ----- | --------------------------------------------- |
| إبراهيم أحمد علي حسين 8' · علي النونو 85' (ركلة.) | تقرير | ياسين الطالبي 75' (ركلة.) · عبد الله خميس 89' |

| الكرامة         | 1–1   | شباب الأردن |
| --------------- | ----- | ----------- |
| هاني الطيار 40' | تقرير | محمد خير 2' |

### المجموعة ب
| فريق           | لعب | ف | ت | خ | له | عليه | ف.أ | نقاط |
| -------------- | --- | - | - | - | -- | ---- | --- | ---- |
| الكويت         | 4   | 2 | 2 | 0 | 13 | 5    | +8  | 8    |
| تشرتشل براذرز  | 4   | 2 | 1 | 1 | 6  | 10   | −4  | 7    |
| الهلال الساحلي | 4   | 0 | 1 | 3 | 3  | 7    | −4  | 1    |

| الكويت                                  | 2–2   | الهلال الساحلي                   |
| --------------------------------------- | ----- | -------------------------------- |
| علي الكندري 56' · عبد الله المرزوقي 90' | تقرير | ياسر باصهي 44' · أكرم الصلوي 60' |

| تشرتشل براذرز                                   | 2–2   | الكويت                               |
| ----------------------------------------------- | ----- | ------------------------------------ |
| أودافا أونييكا أوكولي 69' · أوغبا كالو نانا 71' | تقرير | نواف أسامة 66' · بشار عبد الله 90+2' |

| الهلال الساحلي | 1–2   | تشرتشل براذرز                                   |
| -------------- | ----- | ----------------------------------------------- |
| ياسر باصهي 37' | تقرير | أودافا أونييكا أوكولي 15' · فيليكس تشيماوكو 55' |

| تشرتشل براذرز       | 1–0   | الهلال الساحلي |
| ------------------- | ----- | -------------- |
| فيليكس تشيماوكو 42' | تقرير |                |

| الهلال الساحلي | 0–2   | الكويت            |
| -------------- | ----- | ----------------- |
|                | تقرير | خالد عجب 24'، 37' |

| الكويت                                                         | 7–1   | تشرتشل براذرز |
| -------------------------------------------------------------- | ----- | ------------- |
| كاريكا 28' · خالد عجب 9'، 35'، 50'، 57' · روجيرينيو 76'، 90+1' | تقرير | ناسيمنتو 48'  |

### المجموعة ج
| فريق     | لعب | ف | ت | خ | له | عليه | ف.أ | نقاط |
| -------- | --- | - | - | - | -- | ---- | --- | ---- |
| كاظمة    | 6   | 4 | 1 | 1 | 6  | 3    | +3  | 13   |
| نسف قرشي | 6   | 3 | 2 | 1 | 12 | 4    | +8  | 11   |
| الجيش    | 6   | 2 | 2 | 2 | 10 | 8    | +2  | 8    |
| العهد    | 6   | 0 | 1 | 5 | 5  | 18   | −13 | 1    |

| الجيش | 0–1   | كاظمة         |
| ----- | ----- | ------------- |
|       | تقرير | فهد الفهد 60' |

| العهد | 0–4   | نسف قرشي                                        |
| ----- | ----- | ----------------------------------------------- |
|       | تقرير | سيارهي كروت 32'، 46' · إلهام شومورودوف 52'، 65' |

| نسف قرشي                                              | 2–1   | الجيش                 |
| ----------------------------------------------------- | ----- | --------------------- |
| كمال الدين مورزوئيف 56' (ركلة.) · إلهام شومورودوف 61' | تقرير | عبد الرزاق الحسين 19' |

| كاظمة                   | 1–0   | العهد |
| ----------------------- | ----- | ----- |
| طارق الشمري 10' (ركلة.) | تقرير |       |

| نسف قرشي         | 1–2   | كاظمة                           |
| ---------------- | ----- | ------------------------------- |
| كنجا توراييف 18' | تقرير | ناصر العنزي 37' · يوسف ناصر 78' |

| العهد           | 1–1   | الجيش            |
| --------------- | ----- | ---------------- |
| محمود العلي 18' | تقرير | برهان صهيوني 20' |

| الجيش | 6–3   | العهد                                    |
| --- | ----- | ---------------------------------------- |
| ماجد الحاج 18' · جوان حسو 21' · ماهر السيد 31' (ركلة.) · عبد الرزاق الحسين 40' · محمد الواكد 85' · سيد بيازيد 90+2' | تقرير | حسن معتوق 50'، 90+3' · علي رضا علوية 78' |

| كاظمة | 0–0   | نسف قرشي |
| ----- | ----- | -------- |
|       | تقرير |          |

| نسف قرشي                                                                 | 4–0   | العهد |
| ------------------------------------------------------------------------ | ----- | ----- |
| حمزة كريموف 7' · رستم قديروف 15' · بوتير قديرقولوف 22' · سيارهي كروت 41' | تقرير |       |

| كاظمة | 0–1   | الجيش               |
| ----- | ----- | ------------------- |
|       | تقرير | فيليمون تشيبيتا 70' |

| الجيش          | 1–1   | نسف قرشي              |
| -------------- | ----- | --------------------- |
| ماهر السيد 35' | تقرير | أرتيوم فيليبوسيان 89' |

| العهد         | 1–2   | كاظمة              |
| ------------- | ----- | ------------------ |
| حسن معتوق 11' | تقرير | يوسف ناصر 18'، 41' |

### المجموعة د
| فريق                | لعب | ف | ت | خ | له | عليه | ف.أ | نقاط |
| ------------------- | --- | - | - | - | -- | ---- | --- | ---- |
| القادسية            | 6   | 4 | 2 | 0 | 14 | 5    | +9  | 14   |
| الاتحاد             | 6   | 3 | 1 | 2 | 10 | 8    | +2  | 10   |
| النجمة              | 6   | 3 | 1 | 2 | 12 | 8    | +4  | 10   |
| كينغفيشر إيست بنغال | 6   | 0 | 0 | 6 | 5  | 20   | −15 | 0    |

| القادسية      | 1–1   | النجمة                  |
| ------------- | ----- | ----------------------- |
| بدر بوحمد 75' | تقرير | ماكيتي ديوب 83' (ركلة.) |

| كينغفيشر إيست بنغال     | 1–4   | الاتحاد                                                          |
| ----------------------- | ----- | ---------------------------------------------------------------- |
| يوسف ياكوبو 56' (ركلة.) | تقرير | إيدت أوتوبونغ 8' · عبد الفتاح الآغا 29'، 89' · عبيد الصلال 90+1' |

| الاتحاد | 0–0   | القادسية |
| ------- | ----- | -------- |
|         | تقرير |          |

| النجمة                                                         | 3–0   | كينغفيشر إيست بنغال |
| -------------------------------------------------------------- | ----- | ------------------- |
| ماكيتي ديوب 19' · عباس أحمد عطوي 23' · بلال نجارين 48' (ركلة.) | تقرير |                     |

| كينغفيشر إيست بنغال              | 2–3   | القادسية                             |
| -------------------------------- | ----- | ------------------------------------ |
| سوباش سينغ 27' · يوسف ياكوبو 68' | تقرير | بدر المطوع 2'، 85' · جهاد الحسين 20' |

| الاتحاد                                                       | 4–2   | النجمة               |
| ------------------------------------------------------------- | ----- | -------------------- |
| عبد الفتاح الآغا 12'، 44' · إيدت أوتوبونغ 14' · محمد فارس 89' | تقرير | ماكيتي ديوب 66'، 88' |

| النجمة            | 1–0   | الاتحاد |
| ----------------- | ----- | ------- |
| عباس أحمد عطوي 6' | تقرير |         |

| القادسية                                                                 | 4–1   | كينغفيشر إيست بنغال |
| ------------------------------------------------------------------------ | ----- | ------------------- |
| سعود المجمد 30' · عبد العزيز المشعان 36' · أحمد عجب 37' · بدر المطوع 85' | تقرير | مهتاب حسين 59'      |

| الاتحاد                        | 2–1   | كينغفيشر إيست بنغال  |
| ------------------------------ | ----- | -------------------- |
| أحمد كلاسي 14' · تامر رشيد 58' | تقرير | بنغايتشو بيوكوكي 78' |

| النجمة         | 1–3   | القادسية                                                 |
| -------------- | ----- | -------------------------------------------------------- |
| أكرم مغربي 67' | تقرير | جهاد الحسين 6' · عبد العزيز المشعان 25' · بدر المطوع 73' |

| كينغفيشر إيست بنغال | 0–4   | النجمة                                                   |
| ------------------- | ----- | -------------------------------------------------------- |
|                     | تقرير | عباس أحمد عطوي 3'، 41' · بابا سيسي 36' · بلال نجارين 68' |

| القادسية                                           | 3–0   | الاتحاد |
| -------------------------------------------------- | ----- | ------- |
| بدر المطوع 8' · جهاد الحسين 45+1' · صالح الشيخ 50' | تقرير |         |

### المجموعة ر
| فريق    | لعب | ف | ت | خ | له | عليه | ف.أ | نقاط |
| ------- | --- | - | - | - | -- | ---- | --- | ---- |
| الريان  | 6   | 5 | 0 | 1 | 16 | 7    | +9  | 15   |
| الرفاع  | 6   | 4 | 1 | 1 | 7  | 5    | +2  | 13   |
| الوحدات | 6   | 2 | 1 | 3 | 8  | 10   | −2  | 7    |
| النهضة  | 6   | 0 | 0 | 6 | 3  | 12   | −9  | 0    |

| النهضة | 0–1   | الرفاع                 |
| ------ | ----- | ---------------------- |
|        | تقرير | إسماعيل عبد اللطيف 59' |

| الوحدات                    | 2–4   | الريان                                                |
| -------------------------- | ----- | ----------------------------------------------------- |
| أحمد عبد الحليم 12'، 45+1' | تقرير | أفونسو ألفيس 41'، 51'، 83' · فابيو سيزار مونتيزين 65' |

| الريان                                     | 3–2   | النهضة                                    |
| ------------------------------------------ | ----- | ----------------------------------------- |
| سيد علي البشير 42' · أفونسو ألفيس 48'، 71' | تقرير | فيتور هوغو 74' (ركلة.) · سليم الفارسي 89' |

| الرفاع                                       | 2–1   | الوحدات          |
| -------------------------------------------- | ----- | ---------------- |
| ملادين يوفانتشيتش 12' · عبد الرحمن مبارك 90' | تقرير | محمود شلباية 68' |

| الوحدات                                        | 2–0   | النهضة |
| ---------------------------------------------- | ----- | ------ |
| أحمد عبد الحليم 50' (ركلة.) · محمود شلباية 76' | تقرير |        |

| الريان | 0–2   | الرفاع                      |
| ------ | ----- | --------------------------- |
|        | تقرير | إسماعيل عبد اللطيف 36'، 76' |

| الرفاع         | 1–4   | الريان                                                |
| -------------- | ----- | ----------------------------------------------------- |
| حسين سلمان 78' | تقرير | فابيو سيزار مونتيزين 21'، 69' · أفونسو ألفيس 60'، 76' |

| النهضة           | 1–3   | الوحدات                                                |
| ---------------- | ----- | ------------------------------------------------------ |
| محمد الشامسي 18' | تقرير | أحمد كشكش 19' · أحمد عبد الحليم 24' · محمود شلباية 87' |

| الريان                                             | 3–0   | الوحدات |
| -------------------------------------------------- | ----- | ------- |
| فابيو سيزار مونتيزين 24'، 90+3' · أفونسو ألفيس 37' | تقرير |         |

| الرفاع               | 1–0   | النهضة |
| -------------------- | ----- | ------ |
| عبد الرحمن مبارك 89' | تقرير |        |

| الوحدات | 0–0   | الرفاع |
| ------- | ----- | ------ |
|         | تقرير |        |

| النهضة | 0–2   | الريان                        |
| ------ | ----- | ----------------------------- |
|        | تقرير | فابيو سيزار مونتيزين 53'، 83' |

### المجموعة س
| فريق      | لعب | ف | ت | خ | له | عليه | ف.أ | نقاط |
| --------- | --- | - | - | - | -- | ---- | --- | ---- |
| سريويجايا | 6   | 4 | 1 | 1 | 17 | 3    | +14 | 13   |
| بين دونغ  | 6   | 4 | 1 | 1 | 14 | 2    | +12 | 13   |
| سلاغور    | 6   | 1 | 1 | 4 | 7  | 16   | −9  | 4    |
| فيكتوري   | 6   | 1 | 1 | 4 | 2  | 19   | −17 | 4    |

| فيكتوري | 0–0   | سريويجايا |
| ------- | ----- | --------- |
|         | تقرير |           |

| سلاغور | 0–0   | بين دونغ |
| ------ | ----- | -------- |
|        | تقرير |          |

| سريويجايا                                                                          | 6–1   | سلاغور        |
| ---------------------------------------------------------------------------------- | ----- | ------------- |
| عارف سويونو 38'، 69' · زاه راهان كرانغار 39' · رحمت ريفاي 58' · كيث غامبز 86'، 89' | تقرير | صافي سالي 16' |

| بين دونغ                                           | 3–0   | فيكتوري |
| -------------------------------------------------- | ----- | ------- |
| كيسلي ألفيس 18' · فيلاني 35' · نغوين مين تشوين 65' | تقرير |         |

| فيكتوري                             | 2–1   | سلاغور                 |
| ----------------------------------- | ----- | ---------------------- |
| مختار نصير 16' · حسين نياز محمد 79' | تقرير | أمير الهادي زاينال 47' |

| سريويجايا    | 1–0   | بين دونغ |
| ------------ | ----- | -------- |
| كيث غامبز 2' | تقرير |          |

| بين دونغ                             | 2–1   | سريويجايا          |
| ------------------------------------ | ----- | ------------------ |
| نغوين آن دوك 41' · تشاو فونغ هوا 80' | تقرير | كاريس يوليانتو 49' |

| سلاغور                                                                         | 5–0   | فيكتوري |
| ------------------------------------------------------------------------------ | ----- | ------- |
| صافي سالي 24'، 48' · رودي راملي 28' · محمد شفيق رحيم 44' · محمد هاردي جعفر 56' | تقرير |         |

| سريويجايا                                                                     | 5–0   | فيكتوري |
| ----------------------------------------------------------------------------- | ----- | ------- |
| أنوري أوبيورا 26'، 68'، 90' · زاه راهان كرانغار 61' (ركلة.) · عارف سويونو 76' | تقرير |         |

| بين دونغ                                              | 4–0   | سلاغور |
| ----------------------------------------------------- | ----- | ------ |
| كيسلي ألفيس 31'، 63'، 90' (ركلة.) · نغوين فو فونغ 69' | تقرير |        |

| فيكتوري | 0–5   | بين دونغ                                                  |
| ------- | ----- | --------------------------------------------------------- |
|         | تقرير | كيسلي ألفيس 30'، 31' · فيلاني 39'، 90' · نغوين آن دوك 88' |

| سلاغور | 0–4   | سريويجايا                                                    |
| ------ | ----- | ------------------------------------------------------------ |
|        | تقرير | كيث غامبز 27'، 90' · أنوري أوبيورا 42' · بوناريو أستامان 82' |

### المجموعة ص
| فريق               | لعب | ف | ت | خ | له | عليه | ف.أ | نقاط |
| ------------------ | --- | - | - | - | -- | ---- | --- | ---- |
| ساوث تشاينا        | 6   | 4 | 1 | 1 | 12 | 5    | +7  | 13   |
| موانغ تونغ يونايتد | 6   | 3 | 2 | 1 | 12 | 7    | +5  | 11   |
| في بي              | 6   | 3 | 0 | 3 | 12 | 11   | +1  | 9    |
| برسيوا وامينا      | 6   | 0 | 1 | 5 | 8  | 21   | −13 | 1    |

| برسيوا وامينا                       | 2–3   | في بي                                           |
| ----------------------------------- | ----- | ----------------------------------------------- |
| إريك ويكس ليويس 11' · إدي فوداي 63' | تقرير | علي أشفق 52' · أكرم عبد الغني 65' · علي عمر 88' |

| ساوث تشاينا | 0–0   | موانغ تونغ يونايتد |
| ----------- | ----- | ------------------ |
|             | تقرير |                    |

| في بي        | 1–0   | ساوث تشاينا |
| ------------ | ----- | ----------- |
| علي أشفق 26' | تقرير |             |

| موانغ تونغ يونايتد                                              | 3–1   | في بي        |
| --------------------------------------------------------------- | ----- | ------------ |
| يايا سوماهورو 34' · محمد كونيه 83' · تيراتب وينوتاي 85' (ركلة.) | تقرير | علي أشفق 44' |

| ساوث تشاينا                                                             | 6–3   | برسيوا وامينا                                                         |
| ----------------------------------------------------------------------- | ----- | --------------------------------------------------------------------- |
| تالس شوتس 8'، 21' · ليو 32'، 46' · كووك كين بونغ 34' · لي واي ليم 90+2' | تقرير | بيتر روماروبن 6' · ألبرتو مامبراسار 54' · إريك ويكس ليويس 75' (ركلة.) |

| موانغ تونغ يونايتد                                                                    | 4–1   | برسيوا وامينا     |
| ------------------------------------------------------------------------------------- | ----- | ----------------- |
| محمد كونيه 26' · تيراتب وينوتاي 50' (ركلة.) · يايا سوماهورو 64' · بانوبونغ وونغسا 89' | تقرير | بيتر روماروبن 85' |

| برسيوا وامينا | 0–2   | ساوث تشاينا                 |
| ------------- | ----- | --------------------------- |
|               | تقرير | تشان واي هو 39' · ليو 45+2' |

| في بي                        | 2–3   | موانغ تونغ يونايتد                           |
| ---------------------------- | ----- | -------------------------------------------- |
| أحمد طارق 10' · علي أشاد 76' | تقرير | بياتشارت تامافن 55' · يايا سوماهورو 57'، 70' |

| في بي                                           | 4–0   | برسيوا وامينا |
| ----------------------------------------------- | ----- | ------------- |
| علي عمر 18'، 50' · علي أشفق 21' · أحمد نياز 70' | تقرير |               |

| موانغ تونغ يونايتد | 0–1   | ساوث تشاينا        |
| ------------------ | ----- | ------------------ |
|                    | تقرير | وونغ تشين هونغ 89' |

| برسيوا وامينا                               | 2–2   | موانغ تونغ يونايتد                     |
| ------------------------------------------- | ----- | -------------------------------------- |
| إدي فوداي 59' · إريك ويكس ليويس 85' (ركلة.) | تقرير | داتساكورن ثونغلاو 14' · محمد كونيه 65' |

| ساوث تشاينا                        | 3–1   | في بي       |
| ---------------------------------- | ----- | ----------- |
| ليو 45'، 83' · ليونغ تشون بونغ 57' | تقرير | علي أشفق 1' |

### المجموعة ط
| فريق                     | لعب | ف | ت | خ | له | عليه | ف.أ | نقاط |
| ------------------------ | --- | - | - | - | -- | ---- | --- | ---- |
| إس إتش بي دا نانغ        | 6   | 4 | 2 | 0 | 12 | 6    | +6  | 14   |
| تاي بورت                 | 6   | 3 | 2 | 1 | 8  | 5    | +3  | 11   |
| غيلانغ يونايتد           | 6   | 0 | 4 | 2 | 7  | 9    | −2  | 4    |
| إن تي ريالتي ووفو تاي بو | 6   | 0 | 2 | 4 | 3  | 10   | −7  | 2    |

| تاي بورت                                      | 2–3   | إس إتش بي دا نانغ                                          |
| --------------------------------------------- | ----- | ---------------------------------------------------------- |
| جيراوات ماكاروم 18' · بيتيبونغ كولديلوك 90+2' | تقرير | غاستون ميرلو 29' · نيكولاس هرنانديز 59' · فان تان هونغ 84' |

| غيلانغ يونايتد         | 1–1   | إن تي ريالتي ووفو تاي بو |
| ---------------------- | ----- | ------------------------ |
| راستيسلاف بيليتشاك 75' | تقرير | كريستيان أنان 70'        |

| إس إتش بي دا نانغ                                           | 3–2   | غيلانغ يونايتد                   |
| ----------------------------------------------------------- | ----- | -------------------------------- |
| غاستون ميرلو 40' · نيكولاس هرنانديز 69' · دوان هونغ سون 89' | تقرير | وليد لونيس 18' · صديق دوريمي 74' |

| إن تي ريالتي ووفو تاي بو | 0–1   | تاي بورت              |
| ------------------------ | ----- | --------------------- |
|                          | تقرير | بيتيبونغ كولديلوك 48' |

| إس إتش بي دا نانغ                    | 3–0   | إن تي ريالتي ووفو تاي بو |
| ------------------------------------ | ----- | ------------------------ |
| هوين كوك آن 11'، 36' · روجيريو 90+2' | تقرير |                          |

| تاي بورت                                | 2–2   | غيلانغ يونايتد                          |
| --------------------------------------- | ----- | --------------------------------------- |
| جيراوات ماكاروم 21' · سومبونغ سوليب 28' | تقرير | مودورو مويز 45' (ه.ذ.) · بيتر تومكو 49' |

| غيلانغ يونايتد | 0–1   | تاي بورت                 |
| -------------- | ----- | ------------------------ |
|                | تقرير | كياتجاريرن روانغبارن 58' |

| إن تي ريالتي ووفو تاي بو | 1–2   | إس إتش بي دا نانغ                      |
| ------------------------ | ----- | -------------------------------------- |
| تشين ليمينغ 90+1'        | تقرير | هوين كوك آن 55' · نيكولاس هرنانديز 88' |

| إس إتش بي دا نانغ | 0–0   | تاي بورت |
| ----------------- | ----- | -------- |
|                   | تقرير |          |

| إن تي ريالتي ووفو تاي بو | 1–1   | غيلانغ يونايتد |
| ------------------------ | ----- | -------------- |
| تشين ليمينغ 55'          | تقرير | حافظ رحيم 14'  |

| تاي بورت                                     | 2–0   | إن تي ريالتي ووفو تاي بو |
| -------------------------------------------- | ----- | ------------------------ |
| إيسارابونغ ليلاكورن 66' · نيروت كامساوات 72' | تقرير |                          |

| غيلانغ يونايتد | 1–1   | إس إتش بي دا نانغ |
| -------------- | ----- | ----------------- |
| بيتر تومكو 87' | تقرير | غاستون ميرلو 89'  |